# Wanderer Valley
Das Wanderer Valley ist ein Tal im Zentrum von Bird Island vor der nordwestlichen Spitze Südgeorgiens im Südatlantik. Es erstreckt sich nahe dem Kopfende des Freshwater Inlet in nordöstlicher Richtung über eine Strecke von 800 m. 
Das UK Antarctic Place-Names Committee benannte es 1977 nach dem Wanderalbatros (Diomedea exulans), zu dessen Brutgebieten die Umgebung des Tals zählt.